# かごめかごめ
かごめかごめは、こどもの遊びの一つ。または、その時に歌う歌。「細取・小間取（こまどり）」「子捕り・子取り（こどり）」「子をとろ子とろ」とも言う。
「目隠し鬼」などと同じく、大人の宗教的儀礼を子供が真似たものとされる。歌詞が表現する一風変わった光景に関しては、その意味を巡って様々な解釈がされている。作詞・作曲者は不詳である。 

## 概要
鬼は目を隠して中央に座り、その周りを他の子が輪になって歌を歌いながら回る。歌が終わった時に鬼は自分の真後ろ（つまり後ろの正面）に誰がいるのかを当てる。各地方で異なった歌詞が伝わっていたが、昭和初期に山中直治によって記録された千葉県野田市の歌が全国へと伝わり現在に至った。野田市が発祥地といわれることから、東武野田線の清水公園駅の前に「かごめの唄の碑」が建立されている。
「被差別部落を扱った歌とされ、東京では放送できるが大阪では放送できない」などと言われたこともあったようだが、根拠のない俗説であり、現在そのようなことはない。

### 歌詞
地方により歌詞が異なる。
- かごめかごめ 籠の中の鳥は いついつ出やる　夜明けの晩に 鶴と亀と滑った 後ろの正面だあれ？
- かごめかごめ 籠の中の鳥は いついつ出やる　夜明けの晩に 鶴と亀が滑った 後ろの正面だあれ？
- かごめかごめ 籠の中の鳥は いついつ出やる　夜明けの晩に 鶴と亀が統べた 後ろの正面だあれ？
- かごめかごめ 籠の中の鳥は いついつ出やる　夜明けの晩に つるつる滑った 鍋の鍋の底抜け 底抜いてたもれ
- かごめかごめ 籠の中の鳥は いつもかつもお鳴きゃぁる（お鳴きやる）　八日の晩に　鶴と亀が滑ったとさ、ひと山　ふた山　み山　越えて ヤイトを すえて やれ 熱つ や（お灸を据えて、やれ熱や）
- 籠目籠目　加護の中の鳥居は　いついつ出会う　夜明けの番人　つるっと亀が滑った　後ろの少年だあれ？
- かごめかごめ 籠の中の鳥は いついつ出会う 夜明けの晩に 鶴と亀が滑った 後ろの正面だあれ？
- かごめかごめ　籠の中の鳥は　いついつ出会う　夜明けの番人　鶴と亀が滑った　後ろの少年だあれ？

文献史料では、このかごめかごめは江戸中期以降に現れる。『後ろの正面』という表現は、明治末期以前の文献では確認されていない。さらに、『鶴と亀』『滑った』についても、明治以前の文献で確認されていない。
なお京都には「かごめかごめ」と同じ遊び方の（中央に座った鬼が、自分の真後ろが誰かを当てる）、「京の大仏つぁん」という遊び歌がある。歌詞は「京の京の大仏つぁんは 天火で焼けてな 三十三間堂が 焼け残った ありゃドンドンドン こりゃドンドンドン 後ろの正面どなた」で、当時日本一の高さを誇っていた方広寺大仏（京の大仏）は、寛政10年（1798年）に落雷のため焼失してしまったが、隣りにあった三十三間堂は奇跡的に類焼を免れたことを歌っている。

## 現存する文献
「竹堂随筆」
竹堂随筆（ちくどうずいひつ）：文政3年（1820年）頃に編纂)
浅草覚吽院に住した修験僧「行智」の編んだ童謡集で、宝暦・明和年間（1751年 - 1772年）頃に収録された童謡集
「かァごめかごめ。かーごのなかの鳥は。いついつでやる。夜あけのばんに。
つるつるつっぺぇつた。なべのなべのそこぬけ。そこぬいてーたーァもれ。」
「戻橋背御摂」
戻橋背御摂（もどりばしせなのごひいき)：文化10年（1813年）、江戸市村座で初演された歌舞伎芝居
鶴屋南北の作で、芝居に取り入れた子供の遊び唄。戻橋背御摂に関しては大南北全集(春陽堂)、鶴屋南北全集(三一書房)などで確認できる。
「かごめかごめ籠の中の鳥は、いついつ出やる、夜明けの晩に、つるつるつっはいた」（大南北全集）
「かご目かご目篭の中の鳥はいついつ出やる、夜明けの晩につるつるつるはいつた」（鶴屋南北全集）
「月花茲友鳥」
月花茲友鳥(つきとはなここにともどり)：文政6年（1823年）、市村座で初演された浄瑠璃。
清元全集(日本音曲全集刊行會)、日本歌謡集成(春秋社)などで確認できる。
「かごめかごめ籠の中の鳥は、いついつ出やる、夜明けの晩に、つるつるつるつゝぱつた」
「幼稚遊昔雛形」
幼稚遊昔雛形(おさなあそびむかしのひながた)：天保15年（1844年）に刊行された万亭応賀編の童謡童遊集
「かごめ　かごめ　かごのなかへ（の）とりは　いついつねやる
よあけのまえに　つるつるつッペッた
なべの　なべの　そこぬけ　そこぬけたらどんかちこ　そこいれてたもれ（孫引き）」
「俚謡集拾遺」
俚謡集拾遺(りようしゅうしゅうい)：1915年（大正4年）刊行
1905年（明治38年）、文部省により各都道府県から集められ、1914年（大正3年）に刊行された「俚謡集」に収録されなかったものを集めたのが俚謡集拾遺である。
「籠目かごめ、籠の中の鳥は、いついつでやる、夜明けの晩に、ツルツル辷（つ）ウベッた。」(東京)
「籠目かごめ、籠の中のますは、何時何時出やる、十日の晩に、鶴亀ひきこめひきこめ。」(長野県)
「かごめかごめ、籠の中の鳥は、いついつ出やる、よあけの晩げつゝらつゥ」(新潟県)

## 「かごめかごめ」に関する俗説
この歌の歌詞が表現する一風変わった（ある意味神秘的な）光景に関しては、その意味を巡って様々な解釈がある。ただ、『鶴と亀』以降の表現は明治期以降に成立したと思われるため、それらの解釈に古い起源などを求めることは困難である。また、この歌の発祥の地についても不詳である。
姑によって後ろから突き飛ばされ流産する妊婦や、監視された環境から抜け出せない遊女、徳川埋蔵金の所在を謡ったものとする俗説などがある。

### 歌詞の解釈
解釈に際しては、歌詞を文節毎に区切り、それぞれを何かの例えであると推定し、その後で全体像を論じる形をとっているものが多い。以下に一部を紹介する。

#### 「かごめ」
- 籠目、すなわち竹で編まれた籠の編み目を表す。
- 「囲め」が訛ったもの。つまり、かごめ遊びをする際に、皆で「囲め、囲め」と呼び合っている。
- 「屈め」が訛ったもの。つまり、かごめ遊びをする際に、オニに対して「屈め、屈め」と言っている[5]。
- 籠目の形、すなわち六角形のことである。
- 籠目の形、すなわち六芒星のことである。
- 「籠女」と書き、見た目が籠を抱いているような女性、すなわち妊婦のことである。
- 処刑場を囲んだ竹垣を表している。
- 「かごめ」は「神具女」（かぐめ）若しくは「神宮女」（かぐめ）である。即ち、神の雰囲気を具える女、日本で古くから厚く信仰されていた祈祷を行う「巫女」(ミコ、預言者)や「斎宮」の意味である。
- 籠目の神紋、つまり「亀甲紋」「二重亀甲」を指している

#### 「かごのなかのとり」
- 「籠の中の鳥」であり、当時の風俗から考えて鳥は鶏である。
- かごめ遊びの中で、オニとなった人を「籠の中の鳥」に喩えている。
- 「籠の中の鳥居」と解釈し、籠に囲まれた小さな鳥居、もしくは竹垣に囲まれた神社を表している。
- ある点を籠目の形（六角形または五芒星）に結んで出来た図形の中心に存在する物を指している。
- 籠目の形をした空間の中心に存在する物を指している。
- 籠女（妊婦）の中にいるもの、つまり胎児のことを指す。
- 子供のことである。
- 「とり」＝トリをとる人。祭り等で、最後の締めをやる人。最後尾に就いて、取り溢しが無いように皆を追い上げて、締めをする人。
- 籠目の中に鳥に関連する絵が描かれた紋章、「二重亀甲違い鷹の羽」「亀甲に違い鷹の羽」「亀甲に鶴の丸」等といったものを指している

#### 「いついつでやる」
- 「何時、何時、出会う」であり、「何時になったら出会うの？」「いつになったら出て来るの？」と疑問を投げかけている。
- 「何時、何時、出遣る」であり、「何時になったら出て行くの？」と疑問を投げかけている。
- 「何時、何時、出遣る」であり、「何時になったら出て行けるの？」と疑問を投げかけている。
- 「何時、何時、出遣る」であり、”それ”が「いつ、出現するか？」「いつ、出て来るのか？」と疑問を投げかけている。
- 「何時、何時、出やる」であり、「何時になったら出るのかな？」と疑問を投げかけるのであるが、「出やる」の「やる」は西日本で、目下の者や愛玩動物に対して親しみを込めて使う敬語的語彙であり、共通語で的確な訳語がないが、「出やがる」に親しみのニュアンスを持たせたとでも云うべき意味を持つ。

#### 「よあけのばんに」
- 「夜明けの晩」つまり「夜明け＝夜の終り、朝の始まり」「晩＝夕暮れ、夜」であり、「真夜中過ぎ」を指している。
- 「夜明けの番人」であり、籠の中の鳥、つまり鶏のことである。
- 「夜明けの晩に」は「夜明けから晩に至るまで」という意味であり、「朝早くから夜遅くまで」という時間の経過を表している。
- 「夜明けの晩」つまりは光を見る前であり、胎児からの視点では臨月に当たる。
- 「夜明け」は夜が明けたときで、「晩」は夜のこと。つまり「夜明けの晩」とは「存在しない時間」のこと。
- 「夜明けの晩」つまり「夜明け」の「晩＝終り（朝が始まりなら晩は終り）」であり、「夜が明ける終りの部分」つまり「日の出＝日光を見る（日光東照宮の方向を見る）」を指している。
- 「夜明けの晩」つまり「夜明けとも言える晩」であり、午前4時前後の時間帯を指している。
- 「朝」の「晩(夜)」、時間の概念が通常とは狂っている状態を表している。つまり現実の世界ではない

#### 「つるとかめがすべった」
- 「鶴と亀が滑った」であり、縁起の良い象徴の2つが滑るということで、吉兆（もしくは凶兆）を表している。
- 「鶴と亀が統べた」であり、鶴および亀に象徴される為政者（または建造物）を表している。
- 「鶴と亀が統べった」であり、鶴および亀に象徴される為政者が、「統治した」と「滑った」を掛けてある。
- 京都に伝わる童謡の歌詞「つるつる　つっぱいた」が変化したもので、「ずるずると引っ張った」という意味である。
- 清元節の浄瑠璃「月花茲友鳥」より、「つるつるつるつっぱいた」が変化したもので、「するすると突っ込んで入っていった」という意味である。
- 「鶴と亀が滑った」であり、長寿の象徴である2つが滑るということで、死を表している。
- 敦賀と亀岡を統べるで明智光秀が統治。
- 「鶴と亀」とは、日光東照宮御宝塔（御墓所）の真前に（側近くに）置かれている「鶴（飛ぶ＝天）」と「亀（泳ぐ＝海）」のことであり、徳川家康の側近つまり天海が「統治する（陰で操る）」という意味である。
- 「天の象徴」と「地上の象徴」、対称的な物事を例えている。
- 対称性が崩れる、対称性が破れることを指している。

#### 「うしろのしょうめん　だあれ」
- 「後ろの正面」は、真後ろを表し、「真後ろにいるのは誰？」と問うている。
- 「後ろの正面」は「鬼」の背面（背中側）を指す。
- 「後ろの正面、誰？」は、「後ろを向いた時に正面に居る人は誰？」との意味。転じて、逆の存在・影の指揮者・取り憑いていた存在等を表す。
- 「表」と「裏」といった対称的な物事を例えている
- 江戸時代、京都で「正面」と言えば方広寺大仏殿を指し、正面の後ろに葬られた人物（豊臣秀吉）を連想させている。
- 斬首された首が転がって、体は正面を向いているけれど首が後ろを向いて、「私を殺したのは誰？」と問うている。
- または、死んだことに気付かず目の前の首がない体は誰のものだろうと疑問に思っている様子を表している。
- ただし、この「しょうめん」の部分の歌詞は、一部の地域では「しょうねん(少年)」とする場合もある。
- 明智光秀の出身地(岐阜県可児市)から日光(日光東照宮)[注釈 2]の方向を向くと、「後ろの正面」はちょうど、日本で唯一、明智光秀の肖像画を所蔵している本徳寺[注釈 3] がある大阪府岸和田市（貝塚市）になる[6]。

### 歌全体の解釈
「かごめかごめ」はその歌詞の多義性、論理のおかしさ、普通ではなく合理的でない所が、人間の類推の能力に働きかけ、聞く人を楽しませる、面白味のある言葉遊びの歌として日本中に流行したとする説。
主に子供が遊ぶ「かごめかごめ」は、歌の冒頭で一人の目の見えない状態の子供を複数の子供が取り囲み「かごめ　かごめ」と囃し立てるところから始まる。ここでの「かごめ」は、「囲め」と「籠のなかの女」と「格子状で隙間のある籠目」、「屈め」、「籠門」等の複数の意味を持つ多義語（掛詞）となっている。次に「かごのなかのとりは」で、冒頭の「かごめ」の意味を「鳥類のかもめ」の意味へ一転させ、取り囲まれた女児を「鳥が囲まれている（とりかこまれている）」「籠の中の鳥」等と意味付けている。次に「いついつでやる」で、「鳥はいつ籠から出ていくのか」「答え合わせはいつだろう」という期待感を持たせると同時に「鳥が誰かと会う」ことを隠喩し、多義性を持たせている。次に「よあけのばんに」で「夜が明けた晩」という矛盾、「朝と夜の順序が逆」という倒置を用い、疑問と混乱を誘うおかしみを出している。そして「つるとかめがすべった」で、「鳥は鶴だった」と「かもめ」から一転させ、「鳥が出会ったのは亀であった」という拍子抜けを誘い、「縁起の良い鶴と亀が滑って転んだ」という失敗への隠喩を持たせ、最後に「うしろのしょうめんだあれ」で「後ろなのに正面」という矛盾、「誰が真後ろにいるかを当てて頂戴」という多義性を持たせている。
元々児童遊戯の歌として成立したとする説（国語辞典などが採用）
籠の中の鳥=オニであり、「囲め、囲め、オニの人は何時になったら次の人と交代して出て来ることができるのでしょうか。後ろの正面は誰？」と解釈する。ただし「鶴と亀がすべった」の部分については「語呂やリズムを合わせる為」と曖昧にしているものが多い。
遊女説（提唱者不明）
一日中（夜明けの晩に）男性の相手をさせられ（鶴と亀が滑った）、いつここから抜け出せるのだろう（いついつ出やる）と嘆いているうちにもう次の相手の顔（後ろの正面だあれ）が見え隠れしている、という自由のない遊女（籠の中の鳥）の悲哀を表している。
日光東照宮説（提唱者不明。埋蔵金と結びつけてテレビ番組等で紹介されている）
日光東照宮の三神庫と呼ばれる建築物群や奥院には鶴と亀が対になって飾られている所があり、歌詞中の「鶴と亀が統べった」はこの彫刻を指しているとしている。
豊國廟説（宮本健次など）
正面とは京都の豊国神社周辺（現在の正面通り）を指し、徳川家康を神格化する際に邪魔となった豊臣秀吉を神の座から引き摺り降ろす為に行われた、豊国神社の打ち壊しと、秀吉の棺を掘り返して庶民と同じ屈葬にして埋め直した事件を表したものである。
芦名埋蔵金説（提唱者不明）
「鶴と亀」はそれぞれ芦名家の城の別名であり、埋蔵金の隠し場所を示している。
彌久賀神社説(提唱者不明)
亀甲紋を採用する神社が多くあるのは出雲である。その中でも、「違い鷹の羽」を中に内包するマークを神紋とする有名な神社は恐らく「彌久賀神社」であり、歌詞の前半に「二重亀甲違い鷹の羽」の家紋及び神紋を示唆する内容があることから、その神社を指しているのではないかと推測される。この神社は古くから「アメノミナカヌシ」を主祭神として祀る珍しい神社であり、その神は宇宙最初期に現れた創成神だとされる。6という数字は、古代ギリシアでは「神が6日間で世界を作った」完全数とされている。先端物理学では、宇宙創成期には時間や空間の概念が一定ではなかったとされており、歌詞全体がそのプロセスを表現している可能性がある。

鶴と亀とは人名とする説
この説のポイントは、一見不思議に見える歌詞が、女児の遊びとして矛盾なく読めること。
「かごめ　かごめ　籠の中の鶏は　いついつ出やる」は、皆に囲まれた子が後ろの子を言い当てて、囲みから出られるかを囃す意味。
「夜明けの晩」は、空の下が少し明るんだものの、周囲はまだ暗い時刻を意味している。夜明けと同時に起き上がって活動を始めたが、足元がよく見えないため、鶴ちゃんと亀ちゃんとが滑って転んだという意味で、みんなも注意しようという教訓。
歌の後半は、真後ろの子を言い当てさせる意味。単に後ろと表現するなら、斜め後ろの子も含んでしまうので「後ろの正面」という表現により真後ろの子だけが正解ということを明確化している。
以上のとおり、この歌は実は常識的な内容と解釈できるのであり、鶴と亀とが動物を意味するものという解釈こそが思い込みなのである。
陰謀説（提唱者不明）
「かごめ」は籠女と書いてお腹に籠を抱いているような女＝妊婦を示し、「かごの中の鳥」とはお腹の中にいる子供を示す。その妊婦の家は相続争いで争っている最中で、1人でも相続人の候補が増えることに快く思わないものもいた。出産予定日もそろそろというある夜明けの晩、階段を降りようとした妊婦は誰かに背中を押されて落ちて流産してしまった。自分を落とし子供を殺したのは誰だという母親の恨みの歌という説である。「かごめかごめ」の陰謀論ではこの話が最も有力であると見られている。
囚人説（提唱者不明）
かごめは、籠つまり牢屋を指していて「籠め籠め」と牢屋に聞いている様。籠の中の鳥＝オニは囚人である。鶴と亀が滑った＝縁起の良くないこと、つまり脱走や死刑を表す。後ろの正面だあれ＝死刑囚を呼びにきた監視、又は脱獄の手助けをするもの。いったい誰が来るのか？ どんな運命になるのか？ という説である。
明智光秀・南光坊天海同一人物説（岩辺晃三）
南光坊天海の正体が、山崎の戦いに敗れた後も生き延びた明智光秀であることを示唆しているとする説。鶴と亀には、日光東照宮の彫刻の他に敦賀と亀岡の意味もあるとする。ただし前述のように、「鶴と亀」の部分が明治期以前に存在していたことを示す文献は確認されていない。
神示説（提唱者不明）
「かごの中の鳥」は「肉体に自己同化し、肉体に閉じ込められた人」、「いついつ出やる」は「いつになったら肉体が自分でないことに気づくのか」、「鶴と亀がすべった」は「陰と陽が統べった」即ち「目覚めた」ときに、「うしろの正面だあれ？」＝「自分」とは誰なのでしょう？という意味の、人の精神的目覚め・開悟を歌っているとする説。

### 歌詞解釈以外の俗説
降霊術説
「カゴの中の鳥は」と歌っているところで円の中に人がいなければ霊を呼び出すという、コックリさんと同様の交霊術に使われる歌であるという説もある。
呪術説
真ん中の子供に神様を宿らせるまじないであったとする説。
遊戯説
影の支配者を当てる遊戯。
ヘブライ語説
歌詞がヘブライ語であるという説。日ユ同祖論などで論じられる場合もある。